# Panioutyne
Panioutyne (ukrainien : Панютине) est une commune urbaine de l'oblast de Kharkiv, en Ukraine. Elle compte 3 000 habitants en 2024. Elle dépend administrativement du raïon de Lozova.
Depuis 2024, la commune a changé de nom, et se nomme désormais Lymanivka (en ukrainien : Лиманівка).

## Géographie
La commune se situe à 23 kilomètres au sud-ouest du réservoir de Krasnopavlivske, qui rejoint ensuite la rivière Donets, dans le bassin hydrographique du fleuve Don. Elle se trouve à 116 kilomètres au sud de la ville de Kharkiv.